# Musaranya de muntanya de Yunnan
La musaranya de muntanya de Yunnan (Chodsigoa lamula) és una espècie de musaranya endèmica de la Xina, on viu a Gansu, Sichuan i Yunnan. Podria ser sinònima de la musaranya de muntanya de De Winton (C. hypsibia).